# Cerebratulus caledonicus
Cerebratulus caledonicus är en djurart som tillhör fylumet slemmaskar, och som beskrevs av Louis Joubin och François 1892. Cerebratulus caledonicus ingår i släktet fläsknemertiner, och familjen Cerebratulidae. Inga underarter finns listade i Catalogue of Life.